# Cardamine geraniifolia
Cardamine geraniifolia là một loài thực vật có hoa trong họ Cải. Loài này được (Poir.) DC. mô tả khoa học đầu tiên năm 1821.